# 9580 Tarumi
9580 Tarumi este un asteroid din centura principală de asteroizi.

## Descriere
9580 Tarumi este un asteroid din centura principală de asteroizi. A fost descoperit pe 4 octombrie 1989 la Minami-Oda de Toshiro Nomura și Koyo Kawanishi. Asteroidul prezintă o orbită caracterizată de o semiaxă mare de 2,67 ua, o excentricitate de 0,13 și o înclinație de 4,0° în raport cu ecliptica.